# Louis-Pierre Montbrun
Louis-Pierre Montbrun fou un general de la cavalleria francesa que estava destinat al setge de València amb dues divisions d'infanteria i una de cavalleria de l'exèrcit d'Auguste Marmont, però va arribar massa tard per ajudar Gabriel Suchet i per interceptar a Nicolás de Mahy en la seva retirada, a Alacant amb les dues restants. i va atacar infructuosament Alacant i es va retirar a Toledo i tampoc va arribar a temps de socórrer el Setge de Ciudad Rodrigo. El desembre de 1811, Napoleó va cridar a França per preparar la campanya de Rússia els 12.000 homes de la Guàrdia Imperial i els 8.000 homes dels regiments polonesos, les millors tropes a la campanya espanyola. Va morir mentre comandava el segon Cos de Cavalleria de la Grande Armée al començament de la batalla de Borodino.